# 同性カップルの養子縁組
同性カップルの養子縁組（英語: same-sex adoption）とは、同棲カップルが子供または大人を養子縁組することである。養子縁組の形態としては、カップルが共同縁組で養子を迎えることもあれば、パートナーの片方が相手の実子を養子にすることもある（継子の養子縁組）。
同性カップルによる共同縁組は39か国で許可されている。同性結婚を許可しているほとんどの国と領土（例外はアルバ、キュラソー、エクアドル、メキシコの州）では共同縁組が許可されており、同性結婚が許可されていない一部の国と従属地域（ボリビア、クロアチア、イスラエル、2つのギリス領土ベルムダとケイマン諸島）でも同性カップルの共同縁組は許可されている。同性結婚を許可している一部の国では、共同縁組の法制化が同性結婚に先駆けて行われた。
養子縁組を求める同性パートナーの両親は、異性愛規範的な性別の役割に準拠するための社会的圧力にも対処する必要がある。

## LGBTの子育て

### 養子縁組の割合

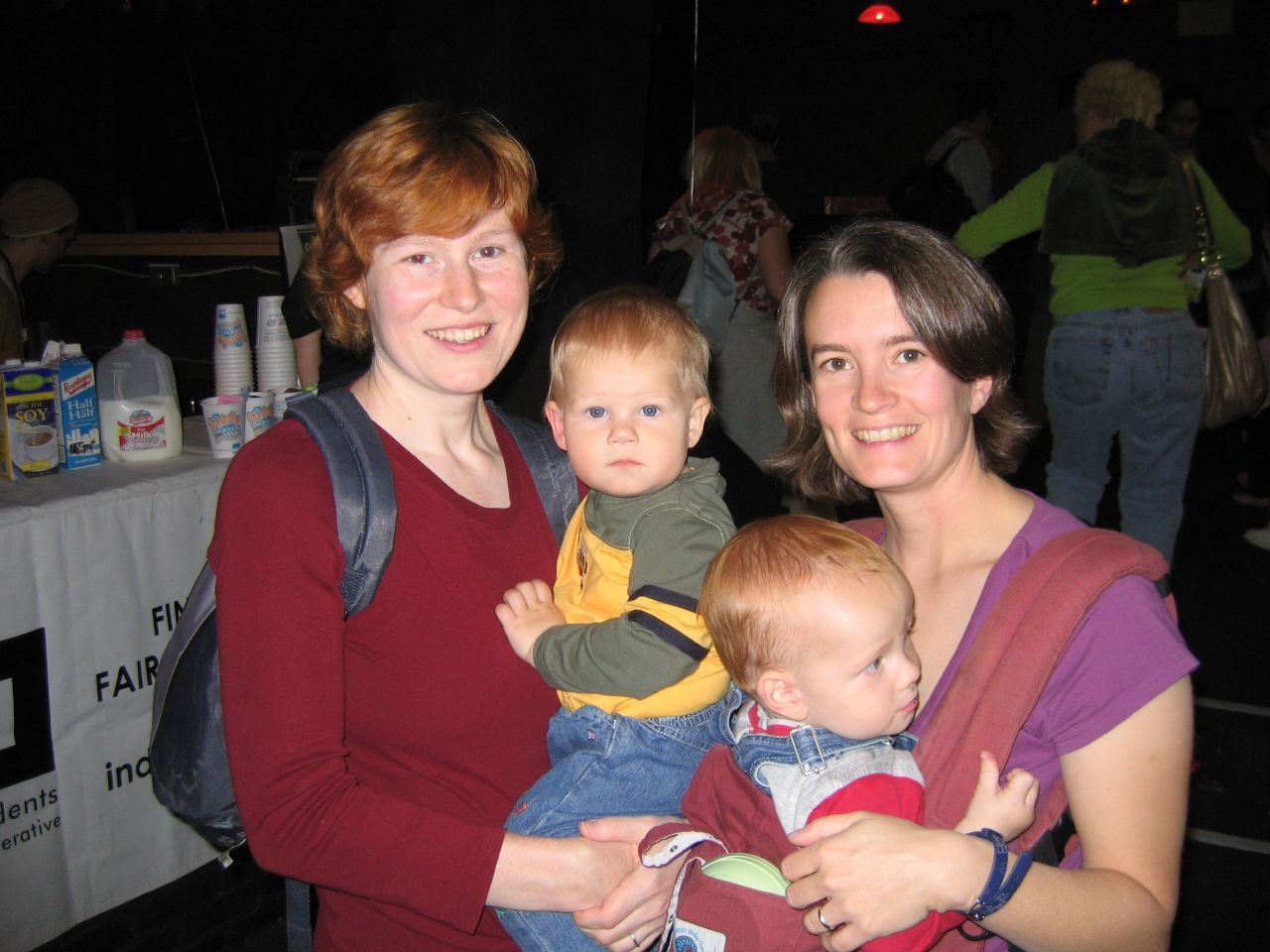
レズビアンカップルと子どもたち

同性カップルによる養子縁組が合法な国々でも常に一貫した統計データが利用できるわけではない。
2022年、イギリスでは6人に1人の養子縁組が同性カップルによるものだった。この数は前年から17.4％増加している。
アメリカ合衆国では、2024年の時点で、すべてのLGBTQの人々（約257万人の成人）の親子の18％が家に子供を持つ親であり、同性カップル（167,000人）の14％が家で未成年者を育てている。同性カップルの21％は養子縁組をしているが、これは異性カップル（3％）よりもはるかに高い割合である。

### 生活の質の結果

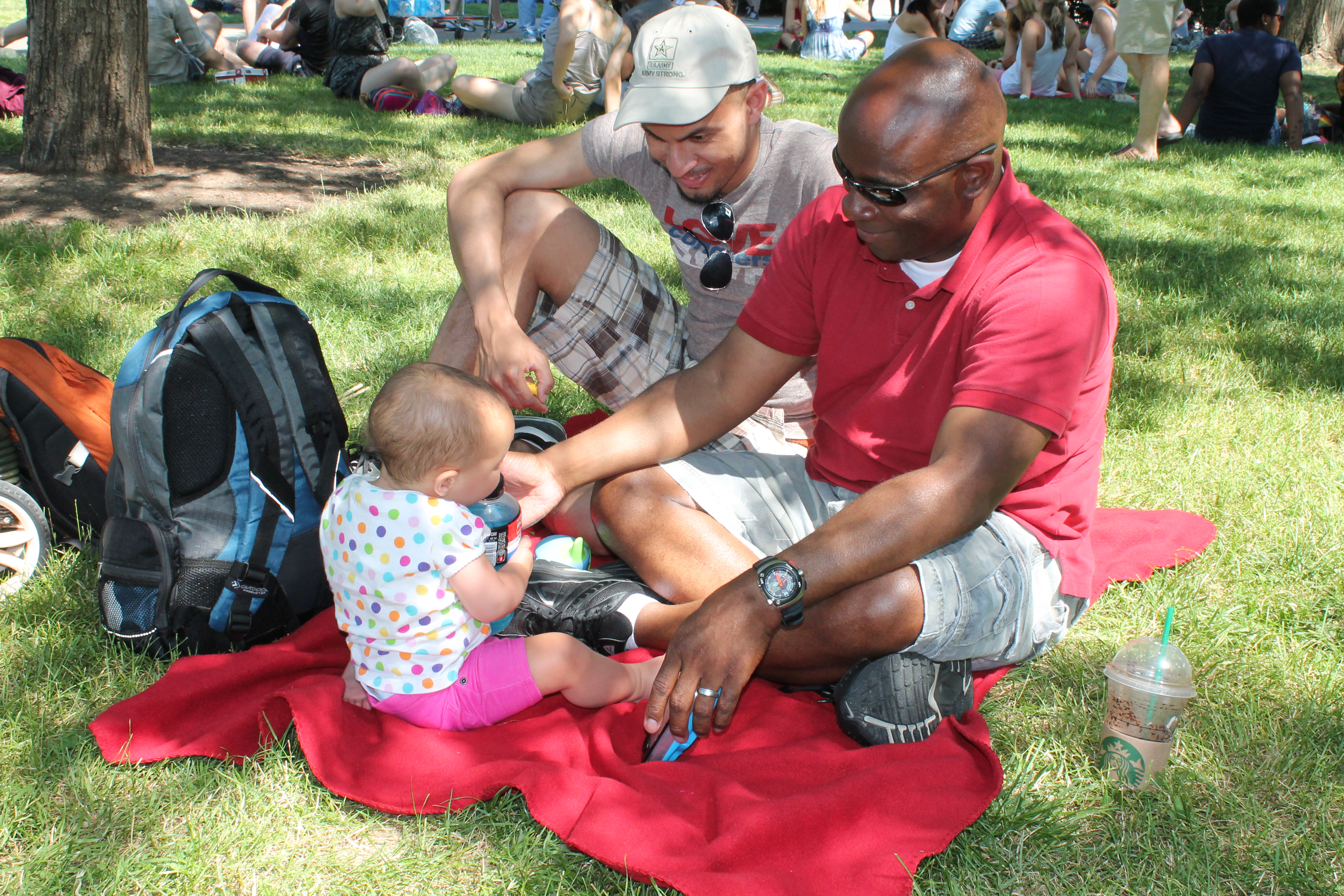
ゲイカップルとその子ども

同性カップルの養子縁組の合法化に反対する主張としてよくあるは、同性カップルによって養子になった子どもたちは、生活の質が低下するというものである。全体として、科学的研究により、同性カップルの子供たちが異性カップルの子供たちと同様の生活を築いていることが示されている。
2004年に行われた研究では、両親の性的指向は、「家族の機能、子供の振る舞い、家族サポートネットワークからの親の有用性に対する親の認識」に対して、より良い予測因子とより悪い予測因子のどちらでもなかった。
2010年の研究では、56のレズビアンとゲイの家庭で幼児期から育てられた若い養子縁組の子供の結果を評価した。この研究では、親の性的指向と子供の適応との間に有意な関連性は見つからなかった。